# اتاق (نمایش‌نامه)
اتاق (به انگلیسی: The Room) نمایشنامه‌ای است به نویسندگی هارولد پینتر.

## نمایش‌نامه
اتاق (۱۹۵۷) نخستین نمایشنامه هارولد پینتر، نمایشنامه‌نویس انگلیسی، است که نشان از شروع به کار یک نمایشنامه‌نویس متبحر و صاحب سبک داشت. پینتر که پیش از این بیشتر در زمینه بازیگری فعال بود به درخواست یکی از دوستانش این نمایشنامه را نوشت و پس از جلب توجه آن تمام وقت و انرژی خود را معطوف به نوشتن نمود.
اتاق نخستین‌بار در ژوئن ۱۹۶۰ در کلوپ نمایشی هامپستید اجرا شد.
شخصیت‌ها:
برت هاد ــ یک مرد پنجاه سالهٔ گنگ.
رز هاد ــ همسر برت (Bert)، یک زن شصت سالهٔ ترسو.
آقای کید ــ یک مرد گیج، صاحب‌خانهٔ خانوادهٔ هاد.
تاد ساندز ــ مرد جوانی که در جستجوی یک اتاق است.
خانم کلاریسا ساندز ــ همسر تاد.
رایلی ــ یک سیاه‌پوست کور که به جستجوی رز از زیرزمین بیرون می‌آید.

## ترجمه اثر
- رضا دادویی، سال ۱۳۸۸، انتشارات سبزان
- سارا خلیلی جهرمی، انتشارات آهنگ دیگر